# أحمد أباد (طبس مسينا)
أحمد أباد (بالفارسية: احمدآباد) هي مستوطنة تقع في إيران في قسم طبس مسینا الريفي. يقدر عدد سكانها بـ 582 نسمة بحسب إحصاء 2016.